# Schaatsen op de Olympische Winterspelen 1994
Schaatsen is een van de sporten die beoefend werden tijdens de Olympische Winterspelen 1994 in Lillehammer, Noorwegen. Het schaatsevenement werd in het Vikingskipet in Hamar gehouden.

## Heren

### 500 m

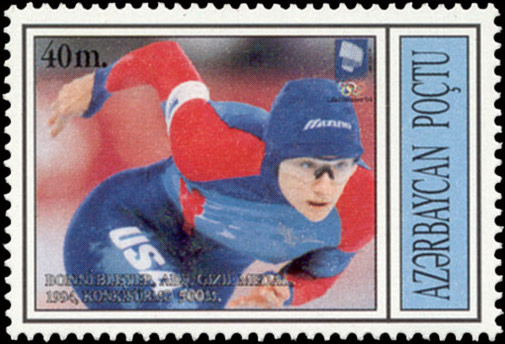
Bonnie Blair op een Azerbeijaanse postzegel

| Rang   | Sporter(s)         | Land | Tijd  | Verschil |
| ------ | ------------------ | ---- | ----- | -------- |
| Goud   | Aleksandr Goloebev | RUS  | 36,33 | OR       |
| Zilver | Sergej Klevtsjenja | RUS  | 36,39 | + 0,06   |
| Brons  | Manabu Horii       | JPN  | 36,53 | + 0,20   |
| 4      | Liu Hongbo         | CHN  | 36,54 | + 0,21   |
| 5      | Hiroyasu Shimizu   | JPN  | 36,60 | + 0,27   |
| 6      | Junichi Inoue      | JPN  | 36,63 | + 0,30   |
| 7      | Grunde Njøs        | NOR  | 36,66 | + 0,33   |
| 8      | Dan Jansen         | USA  | 36,68 | + 0,35   |
|        |                    |      |       |          |
| 21     | Gerard van Velde   | NED  | 37,45 | + 1,12   |
| 24     | Arie Loef          | NED  | 37,52 | + 1,19   |
| 31     | Nico van der Vlies | NED  | 37,94 | + 1,61   |
| 37     | Arjan Schreuder    | NED  | 38,33 | + 2,00   |

### 1000 m
| Rang   | Sporter(s)         | Land | Tijd    | Verschil |
| ------ | ------------------ | ---- | ------- | -------- |
| Goud   | Dan Jansen         | USA  | 1:12,43 | WR       |
| Zilver | Igor Zjelezovski   | BLR  | 1:12,72 | + 0,29   |
| Brons  | Sergej Klevtsjenja | RUS  | 1:12,85 | + 0,42   |
| 4      | Liu Hongbo         | CHN  | 1:13,47 | + 1,04   |
| 5      | Sylvain Bouchard   | CAN  | 1:13,56 | + 1,13   |
| 6      | Patrick Kelly      | CAN  | 1:13,67 | + 1,24   |
| 7      | Roger Strøm        | NOR  | 1:13,74 | + 1,31   |
| 8      | Junichi Inoue      | JPN  | 1:13,75 | + 1,32   |
| 9      | Gerard van Velde   | NED  | 1:13,81 | + 1,38   |
|        |                    |      |         |          |
| 15     | Nico van der Vlies | NED  | 1:14,29 | + 1,86   |
| 22     | Arie Loef          | NED  | 1:15,12 | + 2,69   |
| 24     | Arjan Schreuder    | NED  | 1:15,19 | + 2,76   |

### 1500 m
| Rang   | Sporter(s)          | Land | Tijd    | Verschil |
| ------ | ------------------- | ---- | ------- | -------- |
| Goud   | Johann Olav Koss    | NOR  | 1:51,29 | WR       |
| Zilver | Rintje Ritsma       | NED  | 1:51,99 | + 0,70   |
| Brons  | Falko Zandstra      | NED  | 1:52,38 | + 1,09   |
| 4      | Ådne Søndrål        | NOR  | 1:53,13 | + 1,84   |
| 5      | Andrej Anoefrijenko | RUS  | 1:53,16 | + 1,87   |
| 6      | Peter Adeberg       | GER  | 1:53,50 | + 2,21   |
| 7      | Neal Marshall       | CAN  | 1:53,56 | + 2,27   |
| 8      | Martin Hersman      | NED  | 1:53,59 | + 2,30   |
| 9      | Jeroen Straathof    | NED  | 1:53,70 | + 2,41   |

### 5000 m
| Rang   | Sporter(s)        | Land | Tijd    | Verschil |
| ------ | ----------------- | ---- | ------- | -------- |
| Goud   | Johann Olav Koss  | NOR  | 6:34,96 | WR       |
| Zilver | Kjell Storelid    | NOR  | 6:42,68 | + 7,72   |
| Brons  | Rintje Ritsma     | NED  | 6:43,94 | + 8,98   |
| 4      | Falko Zandstra    | NED  | 6:44,58 | + 9,62   |
| 5      | Bart Veldkamp     | NED  | 6:49,00 | + 14,04  |
| 6      | Toshihiko Itokawa | JPN  | 6:49,36 | + 14,40  |
| 7      | Jaromir Radke     | POL  | 6:50,40 | + 15,44  |
| 8      | Frank Dittrich    | GER  | 6:52,27 | + 17,31  |

### 10.000 m
| Rang   | Sporter(s)       | Land | Tijd     | Verschil |
| ------ | ---------------- | ---- | -------- | -------- |
| Goud   | Johann Olav Koss | NOR  | 13:30,55 | WR       |
| Zilver | Kjell Storelid   | NOR  | 13:49,25 | + 18,70  |
| Brons  | Bart Veldkamp    | NED  | 13:56,73 | + 26,18  |
| 4      | Falko Zandstra   | NED  | 13:58,25 | + 27,70  |
| 5      | Jaromir Radke    | POL  | 14:03,84 | + 33,29  |
| 6      | Frank Dittrich   | GER  | 14:04,33 | + 33,78  |
| 7      | Rintje Ritsma    | NED  | 14:09,28 | + 38,73  |
| 8      | Jonas Schön      | SWE  | 14:10,15 | + 39,60  |

## Dames

### 500 m
| Rang   | Sporter(s)           | Land | Tijd  | Verschil |
| ------ | -------------------- | ---- | ----- | -------- |
| Goud   | Bonnie Blair         | USA  | 39,25 |          |
| Zilver | Susan Auch           | CAN  | 39,61 | + 0,36   |
| Brons  | Franziska Schenk     | GER  | 39,70 | + 0,45   |
| 4      | Xue Ruihong          | CHN  | 39,71 | + 0,46   |
| 5      | Yoo Sun-Hee          | KOR  | 39,92 | + 0,67   |
| 6      | Monique Garbrecht    | GER  | 39,95 | + 0,70   |
| 7      | Svetlana Bojarkina   | RUS  | 40,17 | + 0,92   |
| 8      | Edel Therese Høiseth | NOR  | 40,20 | + 0,95   |
|        |                      |      |       |          |
| 19     | Christine Aaftink    | NED  | 41,01 | + 1,76   |

### 1000 m
| Rang   | Sporter(s)        | Land | Tijd    | Verschil |
| ------ | ----------------- | ---- | ------- | -------- |
| Goud   | Bonnie Blair      | USA  | 1:18,74 |          |
| Zilver | Anke Baier        | GER  | 1:20,12 | + 1,38   |
| Brons  | Ye Qiaobo         | CHN  | 1:20,22 | + 1,48   |
| 4      | Franziska Schenk  | GER  | 1:20,25 | + 1,51   |
| 5      | Monique Garbrecht | GER  | 1:20,32 | + 1,58   |
| 6      | Shiho Kusunose    | JPN  | 1:20,37 | + 1,63   |
| 7      | Emese Hunyady     | AUT  | 1:20,42 | + 1,68   |
| 8      | Susan Auch        | CAN  | 1:20,72 | + 1,98   |
|        |                   |      |         |          |
| 14     | Annamarie Thomas  | NED  | 1:20,94 | + 2,20   |
| 20     | Christine Aaftink | NED  | 1:22,16 | + 3,42   |

### 1500 m
| Rang   | Sporter(s)         | Land | Tijd    | Verschil |
| ------ | ------------------ | ---- | ------- | -------- |
| Goud   | Emese Hunyady      | AUT  | 2:02,19 |          |
| Zilver | Svetlana Fedotkina | RUS  | 2:02,69 | + 0,50   |
| Brons  | Gunda Niemann      | GER  | 2:03,41 | + 1,22   |
| 4      | Bonnie Blair       | USA  | 2:03,44 | + 1,25   |
| 5      | Annamarie Thomas   | NED  | 2:03,70 | + 1,51   |
| 6      | Svetlana Bazjanova | RUS  | 2:03,99 | + 1,80   |
| 7      | Natalija Polozkova | RUS  | 2:04,00 | + 1,81   |
| 8      | Mihaela Dascalu    | ROU  | 2:04,02 | + 1,83   |
|        |                    |      |         |          |
| 10     | Tonny de Jong      | NED  | 2:05,18 | + 2,99   |
| 22     | Carla Zijlstra     | NED  | 2:08,49 | + 6,30   |

### 3000 m
Pechstein startte in de eerste rit tegen Zijlstra en wist meteen de snelste tijd neer te zetten tot Hunyady in rit 4 met twee tiende haar tijd verbeterde. Pas op het eind dook Bazjanova daar weer onder en werd zo Olympisch kampioen. 
| Rang   | Sporter(s)           | Land | Tijd    | Verschil |
| ------ | -------------------- | ---- | ------- | -------- |
| Goud   | Svetlana Bazjanova   | RUS  | 4:17,43 |          |
| Zilver | Emese Hunyady        | AUT  | 4:18,14 | + 0,71   |
| Brons  | Claudia Pechstein    | GER  | 4:18,34 | + 0,91   |
| 4      | Ljoedmila Prokasjeva | KAZ  | 4:19,33 | + 1,90   |
| 5      | Annamarie Thomas     | NED  | 4:19,82 | + 2,39   |
| 6      | Seiko Hashimoto      | JPN  | 4:21,07 | + 3,64   |
| 7      | Hiromi Yamamoto      | JPN  | 4:22,37 | + 4,94   |
| 8      | Mihaela Dascalu      | ROU  | 4:22,42 | + 4,99   |
| 9      | Carla Zijlstra       | NED  | 4:23,42 | + 5,99   |
|        |                      |      |         |          |
| 11     | Tonny de Jong        | NED  | 4:25,88 | + 8,45   |

### 5000 m
| Rang   | Sporter(s)           | Land | Tijd    | Verschil |
| ------ | -------------------- | ---- | ------- | -------- |
| Goud   | Claudia Pechstein    | GER  | 7:14,37 |          |
| Zilver | Gunda Niemann        | GER  | 7:14,88 | + 0,51   |
| Brons  | Hiromi Yamamoto      | JPN  | 7:19,68 | + 5,31   |
| 4      | Elena Belci          | ITA  | 7:20,33 | + 5,96   |
| 5      | Svetlana Bazjanova   | RUS  | 7:22,68 | + 8,31   |
| 6      | Ljoedmila Prokasjeva | KAZ  | 7:28,58 | + 14,21  |
| 7      | Carla Zijlstra       | NED  | 7:29,42 | + 15,05  |
| 8      | Seiko Hashimoto      | JPN  | 7:29,79 | + 15,42  |
|        |                      |      |         |          |
| 10     | Annamarie Thomas     | NED  | 7:32,39 | + 18,02  |
| 11     | Tonny de Jong        | NED  | 7:36,07 | + 21,70  |

## Medaillespiegel
| Plaats | Land             | NOC    | Goud | Zilver | Brons | Totaal |
| ------ | ---------------- | ------ | ---- | ------ | ----- | ------ |
| 1      | Noorwegen        | NOR    | 3    | 2      | 0     | 5      |
| 2      | Verenigde Staten | USA    | 3    | 0      | 0     | 3      |
| 3      | Rusland          | RUS    | 2    | 2      | 1     | 5      |
| 4      | Duitsland        | GER    | 1    | 2      | 3     | 6      |
| 5      | Oostenrijk       | AUT    | 1    | 1      | 0     | 2      |
| 6      | Nederland        | NED    | 0    | 1      | 3     | 4      |
| 7      | Canada           | CAN    | 0    | 1      | 0     | 1      |
| 7      | Wit-Rusland      | BLR    | 0    | 1      | 0     | 1      |
| 9      | Japan            | JPN    | 0    | 0      | 2     | 2      |
| 10     | China            | CAN    | 0    | 0      | 1     | 1      |
| Totaal | Totaal           | Totaal | 10   | 10     | 10    | 30     |

Chamonix 1924 · 
St. Moritz 1928 · 
Lake Placid 1932 · 
Garmisch-Partenkirchen 1936 · 
St. Moritz 1948 · 
Oslo 1952 · 
Cortina d'Ampezzo 1956 · 
Squaw Valley 1960 · 
Innsbruck 1964 · 
Grenoble 1968 · 
Sapporo 1972 · 
Innsbruck 1976 · 
Lake Placid 1980 · 
Sarajevo 1984 · 
Calgary 1988 · 
Albertville 1992 · 
Lillehammer 1994 · 
Nagano 1998 · 
Salt Lake City 2002 · 
Turijn 2006 · 
Vancouver 2010 · 
Sotsji 2014 · 
Pyeongchang 2018 · 
Peking 2022 · 
Milaan 2026
Lijst van olympische medaillewinnaars
Alpineskiën · Biatlon · Bobsleeën · Freestyleskiën · Kunstrijden · Langlaufen · Noordse combinatie · Rodelen · Schaatsen · Schansspringen · Shorttrack · IJshockey